# Epte
De Epte is een zijrivier van de Seine. Zij ontspringt bij Forges-les-Eaux en mondt bij Giverny in de Seine uit.
De belangrijkste zijrivieren zijn
- aan de rechteroever: de Levrière en de Bonde
- aan de linkeroever: de Troesne en de Aubette de Magny

De Epte vormt de historische grens tussen Normandië aan de ene kant en Picardië en Île-de-France aan de andere kant en is tegenwoordig de grens in het westen van het parc naturel régional du Vexin français. Het is ook eerst de grens tussen de departementen Seine-Maritime en Oise en daarna de grens tussen het departement Eure met achtereenvolgens de departementen Oise, de Val-d'Oise en de Yvelines.
Onder meer de volgende gemeenten liggen aan de rivier:
- Serqueux
- Forges-les-Eaux
- Haussez
- Gournay-en-Bray
- Neuf-Marché
- Bouchevilliers
- Talmontiers
- Sérifontaine
- Éragny-sur-Epte
- Bazincourt-sur-Epte
- Gisors
- Saint-Clair-sur-Epte
- Château-sur-Epte
- Bray-et-Lû
- Fourges
- Gasny
- Gommecourt
- Giverny
- Limetz-Villez

- Bibliothèque nationale de France: cb11963664q (data)
- Gemeinsame Normdatei: 4356350-8
- Système universitaire de documentation: 027638030
- Virtual International Authority File: 235201200